# Dihammaphora gutticollis
Dihammaphora gutticollis là một loài bọ cánh cứng trong họ Cerambycidae.